# Понамарчук, Семён Трофимович
Семён Трофимович Понамарчук (1922—1978) — советский военнослужащий. Участник Великой Отечественной войны. Герой Советского Союза (1946). Гвардии старший сержант.

## Биография
Семён Трофимович Понамарчук родился 22 июля 1922 года в селе Катеринка Первомайского уезда Одесской губернии Украинской Социалистической Советской Республики (ныне село Первомайского района Николаевской области Украины) в крестьянской семье. Украинец. После окончания 6 классов сельской школы Семён Трофимович работал подсобным рабочим в тракторной бригаде машинно-тракторной станции Доманёвского района. В 1938 году по комсомольской путёвке он уехал в Казахстан осваивать целинные земли. Жил в посёлке Убаганское Кустанайской области Казахской ССР. Окончил курсы механизаторов. Работал комбайнёром в колхозе «Убаган».
В ряды Рабоче-крестьянской Красной Армии С. Т. Понамарчук был призван Убаганским районным военкоматом Кустанайской области 9 октября 1941 года. Окончил полковую школу младших командиров. Некоторое время служил в учебном сабельном эскадроне в запасном полку. В боях с немецко-фашистскими захватчиками сержант С. Т. Понамарчук с марта 1942 года на Юго-Западном фронте в составе 6-го кавалерийского корпуса. Боевое крещение принял в боях на Барвенковском плацдарме, где получил своё первое ранение. После госпиталя в апреле 1942 года Семён Трофимович вернулся в свою часть и участвовал в Харьковской операции, в ходе которой 6-й кавалерийский корпус был окружён и практически уничтожен. Сержант Понамарчук оказался одним из немногих бойцов Красной Армии, которым удалось вырваться из барвенковского котла, но во время переправы через Северский Донец 28 мая 1942 года он был вновь тяжело ранен.
Осень 1942 года сержант С. Т. Понамарчук вернулся на Юго-Западный фронт. Участвовал в Среднедонской, Острогожско-Россошанской и Ворошиловградской операциях. После очередного ранения и лечения в госпитале Семён Трофимович в июне 1943 года был направлен на Центральный фронт, где участвовал в Черниговско-Припятской фронтовой операции. Затем воевал на Белорусском фронте (Гомельско-Речицкая и Калинковичско-Мозырская операция), где вновь был ранен.
В феврале 1944 года С. Т. Понамарчук получил назначение в 15-ю гвардейскую кавалерийскую дивизию 7-го гвардейского кавалерийского корпуса 61-й армии Белорусского фронта. Уже немолодого бойца, имевшего несколько тяжёлых ранений, определили в 16-й отдельный гвардейский сапёрный эскадрон командиром отделения. 24 февраля 1944 года 7-й гвардейский кавалерийский корпус был передан в непосредственное подчинение только что образованного 2-го Белорусского фронта и участвовал в боях под Ковелем в ходе Полесской операции. Сапёрный эскадрон, в котором служил Семён Трофимович, обеспечивал форсирование реки Турья подразделениями корпуса южнее Ковеля. После завершения операции и упразднения 2-го Белорусского фронта 7-й гвардейский кавалерийский корпус был передан в распоряжение 69-й армии 1-го Белорусского фронта и принимал участие в оборонительных боях на западном берегу Турьи. В первой половине апреля 1944 года отделение гвардии сержанта С. Т. Пономарчука отличилось при строительстве мостов через Турью в районе села Мировичи, за что Семён Трофимович был награждён медалью «За отвагу».
В составе 1-го Белорусского фронта С. Т. Понамарчук в рамках операции «Багратион» участвовал в Люблин-Брестской операции, затем освобождал южную Польшу (Варшавско-Познанская операция). Особенно отличился в боях на территории Германии. В начале февраля 1945 года подразделения 1-го Белорусского фронта стремительно продвигались к Одеру. Западнее города Лисса (ныне город Лешно в Польше) противник пытался оказать наступающим частям Красной Армии сопротивление. Перед 16-м отдельным гвардейским сапёрным эскадроном 15-й гвардейской кавалерийской дивизии была поставлена задача в короткие навести переправу через реку Фауле-Обра, приток Одера. При строительстве моста особенно отличилось отделение гвардии сержанта С. Т. Понамарчука. Во многом благодаря своевременно построенной переправе при прорыве обороны противника удалось избежать больших потерь. Оборона немцев была смята. Разрозненные отряды противника были прижаты к Одеру и сдались. В результате стремительного наступления частями фронта было захвачено в качестве трофеев 29 танков и самоходных орудий, 30 бронетранспортёров и 35 орудий. Взято в плен 1500 немецких солдат и офицеров. За отличие при прорыве вражеской обороны на Фауле-Обра Семён Трофимович был награждён орденом Отечественной войны II степени и произведён в старшие сержанты.
16 апреля 1945 года началась Берлинская операция. 7-й гвардейский кавалерийский корпус, действуя на правом крыле 1-го Белорусского фронта, во взаимодействии с частями 61-й армии и 1-й армии Войска Польского преодолел сопротивление противника, и обойдя Берлин с севера, 25 апреля 1945 года завязал уличные бои за город Ратенов в провинции Бранденбург. В ходе боёв гвардии старший сержант 16-го отдельного гвардейского сапёрного эскадрона С. Т. Понамарчук, командуя штурмовой группой, действовал впереди наступающих частей корпуса, под яростным огнём противника расчищая им дорогу, разрушая баррикады, немецкие укрепления и завалы. 3 мая 1945 года Семён Трофимович с четырьмя бойцами вышел к мосту через реку Хафель, который связывал восточную часть города с западной. Мост был подготовлен к взрыву, но застигнутые врасплох, немцы не успели осуществить намеченное. В течение двух часов группа Понамарчука вела неравный бой с превосходящими силами противника, стремившимися во что бы то ни стало вернуть мост под свой контроль. Все бойцы из группы Понамарчука погибли, а сам Семён Трофимович был тяжело ранен. Это было его двенадцатое ранение за войну. Истекая кровью, он продолжал удерживать мост до подхода основных сил. Немцы в этом бою потеряли 23 человека убитыми.
День Победы Семён Трофимович встретил в госпитале. После выздоровления он продолжил службу в армии в инженерных частях группы советских оккупационных войск в Германии. 15 мая 1946 года указом Президиума Верховного Совета СССР гвардии старшему сержанту Понамарчуку Семёну Трофимовичу было присвоено звание Героя Советского Союза. После демобилизации в сентябре 1946 года Семён Трофимович вернулся на Украину. Первое время работал заведующим клубом в селе Катеринка, затем инструктором Первомайского райкома Коммунистической партии (большевиков) Украины (КП(б)У).
В 1949 году Семён Трофимович переехал в посёлок Сальково. Работал на местном сахарном заводе.
21 апреля 1978 года Семён Трофимович скончался. Похоронен в посёлке Сальково Гайворонского района Кировоградской области.

## Награды
- Медаль «Золотая Звезда» (15.05.1946);
- орден Ленина (15.05.1946);
- орден Отечественной войны 2-й степени (23.02.1945);
- медали, в том числе:

медаль «За отвагу» (20.05.1944);
медаль «За победу над Германией в Великой Отечественной войне 1941—1945 гг.».

## Документы
- Общедоступный электронный банк документов «Подвиг Народа в Великой Отечественной войне 1941—1945 гг.» Дата обращения: 4 октября 2012. Архивировано из оригинала 13 марта 2012 года.

Представление к званию Героя Советского Союза. Дата обращения: 4 октября 2012. Архивировано 12 декабря 2012 года.
Орден Отечественной войны 2-й степени (наградной лист и приказ о награждении). Дата обращения: 4 октября 2012. Архивировано 12 декабря 2012 года.
Медаль «За отвагу» наградной лист и приказ о награждении). Дата обращения: 4 октября 2012. Архивировано 12 декабря 2012 года.